# Підопічна територія ООН

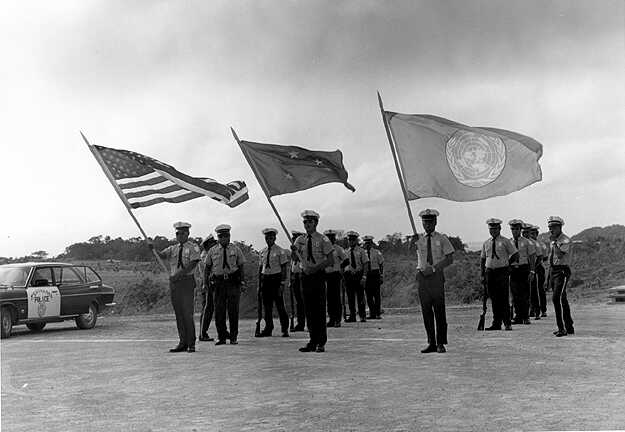
Окружна поліція Палау вітає місію ООН, яка відвідує Підопічну територію Тихоокеанські острови (1973)

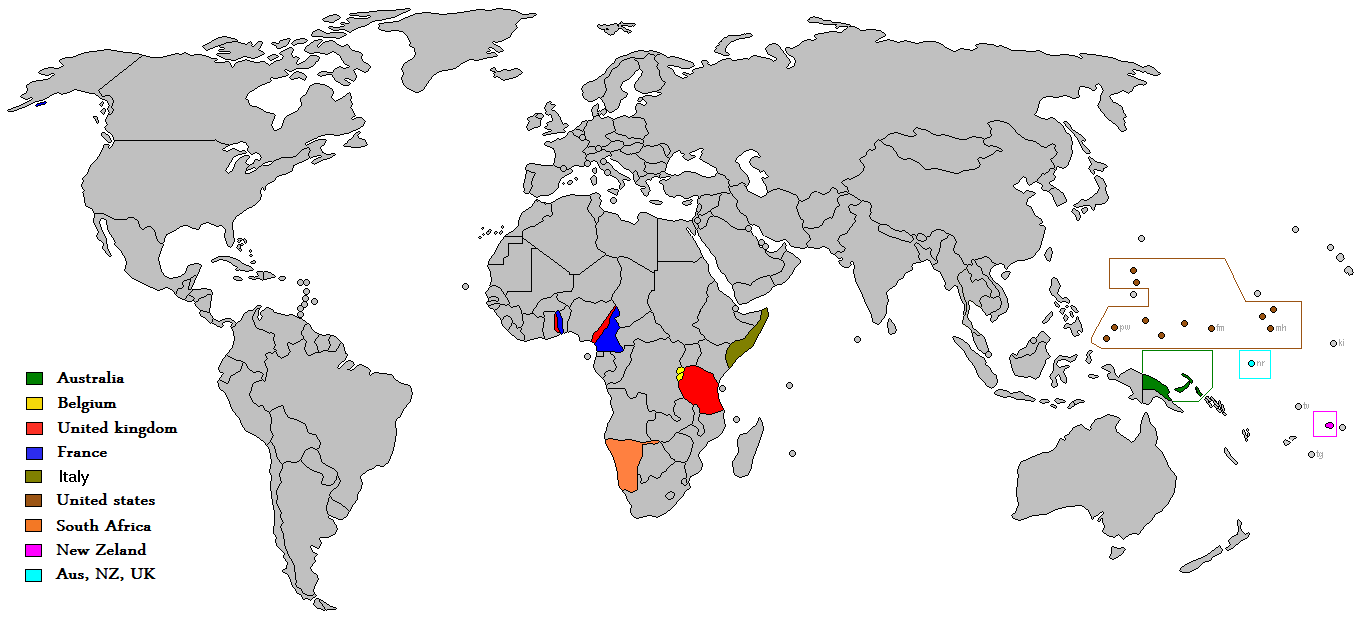
Підопічні території ООН за опікуном

Підопі́чна терито́рія ОО́Н — правонаступник мандатної території Ліги Націй після її скасування в 1946 році. Всі підопічні території управлялися через Раду з Опіки ООН країнами-опікунами. Також збереглися вимоги, що забороняють торгівлю зброєю, створення військових баз, створення армії з корінного населення.
Єдиною мандатною територією, яка зберегла свій статус після реорганізації Ліги Націй, була Південно-Західна Африка, яка отримала незалежність від ПАР 21 березня 1990 (наразі Намібія). Головне заперечення полягало в тому, що керівні принципи підопічної території вимагали, щоб опікуни ввели мажоритарну систему правління і підготували країни до незалежності.

## Підопічні території

### в Африці
Колишні німецькі колонії
- Французький Камерун (Східний Камерун) і Британський Камерун. З 13 грудня 1946 підопічна територія ООН. Британський Камерун (Західний Камерун) — підопіка Великої Британії, розділений на Північний Камерун (з травня 1961 в складі Нігерії) і Південний Камерун (з жовтня 1961 в складі Камеруну), Східний Камерун — підопіка Франції (з 1960 — Камерун).
- Руанда-Урунді. З 13 грудня 1946 підопічна територія ООН — опікун Бельгія. З 1 березня 1926 по 30 червня 1960 в адміністративному союзі з колонією Бельгійське Конго. З 1 липня 1962 дві незалежні держави Руанда і Бурунді.
- Танганьїка. З 11 грудня 1946 підопічна територія ООН — опікун Велика Британія; з 1 травня 1961 під самоврядуванням; з 9 грудня 1962 — республіка; в 1964 об'єднана з Занзібаром (нова назва об'єднання — Танзанія).
- Тоголенд (Британське Того і Французьке Того). З 13 грудня 1946 підопічні території ООН. Британське Того 13 грудня 1956 стала частиною колонії Золотий Берег (з 1957 — Гана), Французьке Того з 27 квітня 1960 незалежна Тоголезська Республіка (Того).

Колишні італійські колонії
- Італійське Сомалі. З 18 липня 1947 підопічна територія ООН — опіка Італія. 26 червня 1960 Британський Сомаліленд став незалежною державою Сомаліленд. 1 липня 1960 Сомаліленд і Італійське Сомалі утворили незалежну Республіку Сомалі.
- Еритрея. З 19 лютого 1951 протекторат ООН під управлінням Великої Британії. У 1952 за рішенням Генеральної Асамблеї ООН стала автономною одиницею, що була у федерації з Ефіопією. 14 листопада 1962 федерація ліквідована, Еритрея стала провінцією. З 24 травня 1993 незалежна держава.

в Океанії
- Західне Самоа. З 25 січня 1947 підопічна територія ООН — опікун Нова Зеландія. З 1 січня 1962 незалежна держава, нині Самоа.
- Науру. З 1 листопада 1947 підопічна територія ООН — опіка Австралії (формально разом з Великою Британією і Новою Зеландією). З 31 січня 1968 незалежна республіка.
- Підопічна територія ООН Тихоокеанські острови, під опікою США. Перетворена у республіку Маршаллові Острови (1979), Федеративні Штати Мікронезії (1979), Палау, Північні Маріанські Острови й наразі співдружність у політичному союзі зі Сполученими Штатами Америки
- Територія Папуа та Нова Гвінея. З 8 грудня 1946 підопічна територія ООН — опікун Австралія. Ще в 1942 році Австралія територіально об'єднала Територію Папуа і Територію Нової Гвінеї, під назвою — Територія Папуа і Нової Гвінеї, а в 1949 об'єднала адміністративно, хоча юридична відмінність підтримувалося. З 1971 — Територія Папуа Нова Гвінея, з 1975 незалежна держава Папуа Нова Гвінея.

## Запропоновані підопічні території
- Корея: Під час воєнних переговорів Франклін Д. Рузвельт запропонував передати Корею під американсько-радянську підопічну адміністрацію. Цей план був затьмарений після смерті Рузвельта 12 квітня 1945, хоча він був висловлений на грудневій Московській конференції та викликав значні громадські заворушення в Кореї[1].
- В'єтнам: Рузвельт також запропонував передати Французький Індокитай під міжнародну опіку як альтернативу французькому колоніальному правлінню та негайній незалежності[2].
- Італійська Лівія: У період між 1945 і 1947 Радянський Союз виступив із різними пропозиціями щодо передачі Триполітанії під опіку Радянського Союзу на десять років, або спільної опіки з Сполученим Королівством і Сполученими Штатами, або щоб Лівія в цілому стала опікою Італії[3].
- Острови Рюкю та Острови Бонін: Сан-Франциський мирний договір включав положення, які надавали Сполученим Штатам право перетворити свою адміністрацію над островами Рюкю та Бонін на підопічну територію, але вони ніколи не робили цього до того, як суверенітет добровільно повернутий Японії[4].